# Gumare
Gumare is een dorp in het district North-West in Botswana. De plaats telt 8532 inwoners (2011).

## Geboren
- Gable Garenamotse (1977), atleet